# Cattedrale di San Pantaleone (Kiev)
La Cattedrale di San Pantaleone (Pantaleimon; in ucraino Пантелеймонівський собор?, Pantelejmonivs'kyj sobor) è una grande cattedrale ortodossa nel quartiere di Theophania a Kyiv. Presenta somiglianze con la cattedrale di Aleksandr Nevskij, a Tallinn, ed è considerata un punto culminante dell'architettura ecclesiastica del revival russo.
Fu costruita a partire da un progetto neorusso di Yevgeny Yermakov tra il 1905 e il 1912. L'edificio è a cinque cupole, con una massiccia cupola centrale nera e quattro cupole a forma di tenda agli angoli, oltre a basse gallerie che corrono tutt'intorno all'edificio. Le mura esterne sono ricoperte da un intrico di trafori.
La cattedrale doveva servire come chiesa principale del monastero di San Pantaleone, che ebbe origine come un ramo, o skete, del Monastero dorato di San Michele. Fu chiuso al culto e completamente saccheggiato negli anni '20 e fu danneggiato durante la Seconda guerra mondiale.
La struttura vuota della chiesa è stata restituita alla Chiesa ortodossa russa negli anni '90 ed è stata restaurata come chiesa principale di un convento di suore. L'altra chiesa del convento è conforme allo stile della cattedrale.